# طفح دوائي
الطفح الدوائي هو رد فعل الجسم ضد مضاعفات الأدوية والعقاقير الضارة بالجلد. ومعظم ردود الفعل الجلدية تكون خفيفة في أغلب الحالات وقد تختفي عندما يتم سحب الدواء المخالف والكف عن تناوله.

هناك بعض العقاقير يمكن أيضا أن تسبب تغييرات في الشعر والأظافر، أو قد تؤثر على الأغشية المخاطية، أو تسبب حكة الجلد بدون تغييرات خارجية ظاهرة.

## الأعراض
أعراض الطفح الدوائي عديدة ومنها:
- قد تسبب الحساسية لدواء معين في ظهورطفح قد يقع خلال ساعات بل وأيام من تناول الدواء.
- طفح جلدي قد يكون مؤقت أو لفترة طويلة.
- اضطرابات بالمعدة وغيرها من الاجهزة الداخلية للجسم.كالكلى والقلب ,الأغشية المخاطية وغيرها.
- تساقط الشعر أو نموه في اماكن مختلفة من الجسم.
- تغيرات في الاظافر.

## التشخيص
يتم معرفة طفح دوائي من خلال الدواء نفسه وتأثيره على المريض، حيث يُسأل المريض ان كان يعاني من حساسية معينة ويتم معرفة تأثيرها من خلال الآثار الجانبية التي غالبا ما تكون مشروحة في النشرات أو التقارير الطبية للدواء.

يجب الإتصال بالطبيب أو بالعيادات المختصة إذا أصيب الشخص بطفح ظهر بعد بداية تناول دواء جديد بفترة قصيرة، ويشمل ذلك أي عقار يتناوله بدون وصفة طبية أو مع وصفة.

تشير التقديرات إلى أنه من 2 ألى 3 % من المرضى في المستشفيات يصابون بطفح دوائي، ولكن المضعفات الخطيرة تحدث لحوالي 1 في 1000 مريض.

## العلاج
يعالج الطفح الدوائى عامة، بالامتناع عن تناول العقاقير المسببة للحساسية مع علاج الأعراض التي خلفها الدواء حسب شدتها.